# 예재로
예재로(Yejae-ro)는 보성군 미력면 미력삼거리에서 노동면 신기교차로를 잇는 전라남도의 도로이다.

## 주요 경유지
전라남도
- 보성군 (미력면 . 노동면)

## 노선
| 이름            | 접속 노선              | 소재지 | 소재지 | 비고 |
| --------------- | ---------------------- | ------ | ------ | ---- |
| 미력삼거리      | 송재로                 | 보성군 | 미력면 |      |
| 북고개          |                        | 보성군 | 미력면 |      |
|                 | 노동면                 | 보성군 |        |      |
| 명봉삼거리      | 누운재길               | 보성군 |        |      |
| 명봉2교 명봉1교 |                        | 보성군 |        |      |
| 신천2교         |                        | 보성군 |        |      |
| (삼거리)        | 노동천동길             | 보성군 |        |      |
| 신기 교차로     | 국도 제29호선 (화보로) | 보성군 |        |      |

## 주요 시설및 건물
- 도개2리마을회관 (예재로 21/도개리 724-1)